# Epipremnum
Epipremnum Schott è un genere di piante della famiglia delle Aracee, originario dell'Asia tropicale e dell'Australia.

## Descrizione
Possiedono fusti rampicanti verde-giallastro, radici aeree che fungono anche da ancoraggio ai tronchi, foglie cuoriformi verde chiaro lucente macchiato di giallo dorato in modo irregolare e vistoso.

## Tassonomia
Il genere comprende le seguenti specie:
- Epipremnum amplissimum (Schott) Engl.
- Epipremnum aureum (Linden & André) G.S.Bunting
- Epipremnum carolinense Volkens
- Epipremnum ceramense (Engl. & K.Krause) Alderw.
- Epipremnum dahlii Engl.
- Epipremnum falcifolium Engl.
- Epipremnum giganteum (Roxb.) Schott
- Epipremnum meeboldii K.Krause
- Epipremnum moluccanum Schott
- Epipremnum moszkowskii K.Krause
- Epipremnum nobile (Schott) Engl.
- Epipremnum obtusum Engl. & K.Krause
- Epipremnum papuanum Alderw.
- Epipremnum pinnatum (L.) Engl.
- Epipremnum silvaticum Alderw.

## Usi
Le specie usate come piante ornamentali sono l'E. pinnatum e l'E. aureum che possono raggiungere lunghezze di alcuni metri a patto che vengano coltivati in un ambiente simile a quello naturale. Quest'ultima era un tempo classificata nel genere Pothos.

## Coltivazione
Le specie del genere Epipremnum sono piante rustiche, che possono essere coltivate in vasi pensili, in idrocoltura o, per ottenere effetti imponenti, indotte ad arrampicarsi su tutori ricoperti di muschio; non fioriscono negli appartamenti, prediligono ambienti caldo-umidi e luce solare filtrata. È consigliabile spuntare gli apici per rinfoltire la pianta (facendo attenzione a non toccare la linfa ricca di sostanze irritanti per pelle e mucose); richiedono innaffiature regolari senza eccessi e diradate d'inverno; pulire regolarmente le foglie con una spugna inumidita; 2 volte al mese nella bella stagione somministrare un concime liquido equilibrato.
Rinvasare quando necessario con terriccio per piante tropicali ben drenato, ed eventualmente piantare il tutore, ben spugnoso, per trattenere l'umidità.
La moltiplicazione avviene facilmente per talea posta a radicare in un vaso pieno d'acqua o di terra e in un ambiente illuminato.

## Avversità
- Attacchi sporadici di acari alle parti aeree.
- Le radici e le foglie vengono attaccate da varie cocciniglie.
- L'eccesso di somministrazione d'acqua e di fertilizzante o il ristagno idrico causano il marciume delle radici, degli steli e l'ingiallimento e caduta delle foglie inferiori.
- La temperatura troppo bassa dell'acqua somministrata può causare macchie brunastre sulle foglie e rallentamento della crescita.